# Co ja robię tu
Co ja robię tu – czwarty singel polskiej piosenkarki Lanberry z jej piątego albumu studyjnego, zatytułowanego Heca. Singel został wydany 20 marca 2024.
Kompozycja znalazła się na 2. miejscu listy OLiA, najczęściej odtwarzanych utworów w polskich rozgłośniach radiowych.

## Geneza utworu i historia wydania
Utwór napisali i skomponowali Małgorzata Uściłowska i Jeremi Siejka, który również odpowiada za produkcję utworu. Piosenkarka o singlu:

Utwór napisałam razem z producentem Jeremim Siejką. Chcieliśmy nawiązać brzmieniowo do lat 80-tych, ale w nowoczesnej odsłonie, aby nie zdominowało to całej piosenki. »Co ja robię tu« nie powstało w wyniku moich osobistych przeżyć, ale bardziej z obserwacji relacji ludzi wokół i ich historii, które bardzo mnie inspirują; uwielbiam przyglądać się dynamice relacji i rozkładać je na czynniki pierwsze, wyciągając coś przy tym dla siebie, aby nie popełniać podobnych błędów. [...] Piosenka opowiada o relacji, w której jedna ze stron czuje się niewidzialna, nieistotna, zbędna lub potrzebna tylko wtedy kiedy drugiej osobie jest wygodnie; wszystko zdaje się być ważniejsza – koledzy, praca, hobby, ale nie partner/partnerka; opisuję również sytuację, w której osoba zaniedbująca relacje zdaje sobie sprawę, że zawaliła – niestety jest już za późno.

Singel ukazał się w formacie digital download 20 marca 2024 w Polsce za pośrednictwem wytwórni płytowej Warner Music Poland. Piosenka została umieszczona na piątym albumie studyjnym Lanberry – Heca.
31 maja 2024 z piosenką wzięła udział w koncercie „Premiery” podczas 61. Krajowego Festiwalu Piosenki Polskiej w Opolu. 19 sierpnia 2024 utwór został zaprezentowany telewidzom stacji TVN podczas koncertu Gorączka sopockiej nocy na Top of the Top Sopot Festival 2024. Kilka dni później wykonała singel podczas „Przeboju lata Radia Zet i Polsatu”. 31 grudnia wystąpiła z piosenką podczas Sylwestra z Dwójką organizowanego w Chorzowie i emitowanego na antenie stacji TVP2. 24 kwietnia 2025 zaśpiewała singel na żywo w ramach cyklu „Poplista Live Sessions” na kanale radia RMF FM. 23 maja wykonała utwór podczas koncertu Radiowy przebój roku na Polsat Hit Festiwal 2025.

## „Co ja robię tu” w stacjach radiowych
Nagranie było notowane na 2. miejscu w zestawieniu OLiA, najczęściej odtwarzanych utworów w polskich rozgłośniach radiowych.

## Teledysk
Do utworu powstał teledysk w reżyserii Dawida Ziemby, który udostępniono w dniu premiery singla za pośrednictwem serwisu YouTube.

## Lista utworów
- Digital download[3]

1. „Co ja robię tu” – 2:37

## Notowania
| Kraj   | Lista (2024)             | Najwyższa pozycja |
| ------ | ------------------------ | ----------------- |
| Polska | OLiS – single w streamie | 70                |

| Kraj   | Lista (2024)                   | Najwyższa pozycja |
| ------ | ------------------------------ | ----------------- |
| Polska | OLiS – oficjalna lista airplay | 2                 |

| Kraj   | Lista (2024)                   | Pozycja |
| ------ | ------------------------------ | ------- |
| Polska | OLiS – oficjalna lista airplay | 39      |

## Wyróżnienia
| Rok  | Konkurs                  | Kategoria                   | Rezultat    |
| ---- | ------------------------ | --------------------------- | ----------- |
| 2024 | 61. KFPP w Opolu         | Premiery                    | Nominacja   |
| 2024 | Gorąca 100               | 100 największych hitów 2024 | 66. miejsce |
| 2024 | Przebój roku RMF FM 2024 | Przebój roku                | 36. miejsce |